# Chuu
Chuu è il decimo singolo del girl group sudcoreano Loona, pubblicato nel 2017 dalla cantante Chuu come parte del progetto di pre-debutto.

## Tracce
1. Heart Attack (Chuu solo) – 3:14 (testo: 박지연 (MonoTree) – musica: Ollipop, Hayley Aitken)
2. Girl's Talk (Yves & Chuu duet) – 3:17 (testo: G-High, 손고은 (MonoTree) – musica: G-High, 손고은 (MonoTree))

## Classifiche
| Classifica (2017) | Posizione massima |
| ----------------- | ----------------- |
| Corea del Sud     | 8                 |